# 紅頂鸚哥
，又名紅帽鸚哥，是一種中等至細小的鸚鵡，長約22厘米。牠們分佈在巴西東南部、阿根廷東北部及巴拉圭東部的大西洋沿岸森林及周邊地區。

## 特徵
红顶鹦哥整體都是綠色的，飛羽藍色，頭部兩側有褐色的斑紋。雄鳥的前額呈鮮紅色，一直延伸至眼睛之下。

## 分類
原先其他原先分類在本屬下的鸚鵡都具有褐色的胸部，而红顶鹦哥則無，後來這些物種得到粒線體DNA分析的支持，故牠們已被重新分類為Pyrilia屬內，故此屬現在就只餘下红顶鹦哥在內，成為一單型屬。

## 外部連結
- 维基共享资源上的相關多媒體資源：紅頂鸚哥
- 維基物種上的相關：紅頂鸚哥
- Fauna Paraguay （页面存档备份，存于）